# QS Девы
QS Девы (лат. QS Virginis) — тройная звезда в созвездии Девы на расстоянии приблизительно 164 световых лет (около 50,2 парсек) от Солнца. Звёздная величина диапазона U звезды — от +17,76m до +14,27m.
Пара первого и второго компонентов — двойная затменная переменная звезда типа Алголя (EA). Орбитальный период — около 0,1508 суток (3,6182 часа).

## Характеристики
Первый компонент — белый карлик спектрального класса DA. Масса — около 0,78 солнечной, радиус — около 0,01 солнечного, светимость — около 0,004 солнечной. Эффективная температура — около 14200 K.
Второй компонент — красный карлик, эруптивная переменная звезда типа UV Кита (UV) спектрального класса Me. Масса — около 0,43 солнечной, радиус — около 0,42 солнечного, светимость — около 0,01 солнечной. Эффективная температура — около 3887 K.
Третий компонент — коричневый карлик. Масса — около 57,71 юпитерианской. Орбитальный период — около 16,69 года. Удалён в среднем на 7,06 а.е..

## О наличии третьего тела
В 2009 году было объявлено об открытии внесолнечной планеты на орбите вокруг двойной звезды, обнаруженной по изменениям свойств затмений двух звёзд. Предполагалось, что планета обладает минимальной массой 6,4 массы Юпитера и находится на эллиптической орбите с большой полуосью 4,2 а.е. относительно двойной звезды.
Последующие наблюдения выявили, что характер изменений затмений во времени не следует из представленной модели планетной системы. Поскольку наблюдаемые вариации времени затмений могут создаваться третьим телом, то наилучшая модель включает объект с минимальной массой около 0,05 массы Солнца (около 50 масс Юпитера) на орбите с большим эксцентриситетом и периодом 14 лет.